# Josef Schuster (Politiker)
Josef Michael Schuster (* 5. April 1849 in Mediasch; † 12. Dezember 1914 ebenda) war ein siebenbürgischer Lehrer und Politiker. Er war Abgeordneter des Mediascher Wahlkreises im Ungarischen Reichstag (1887–1896).

## Leben
Josef Schuster wurde als Sohn eines Apothekers geboren und besuchte das Gymnasium in Mediasch, bevor er Klassische Philologie und Evangelische Theologie in Jena, Leipzig und Wien studierte. Während seines Studiums wurde er im Wintersemester 1867/68 Mitglied der Burschenschaft Arminia auf dem Burgkeller in Jena. 1867 nahm er am Wartburgfest teil. Ab 1876 arbeitete er als Gymnasialprofessor für Latein, Griechisch und Magyarisch am Evangelischen Gymnasium in Mediasch. Von 1887 bis 1896 war er Abgeordneter im Ungarischen Reichstag für den Wahlkreis Mediasch. 1908 trat er in den Ruhestand.

## Veröffentlichungen
- Zum Unterrichte in der magyarischen Sprache. In: Jahresbericht des ev. Gymnasiums in Mediasch. Hermannstadt 1884/85.